# Trafic induit
Le trafic induit désigne le volume de trafic supplémentaire généré par la création ou l'amélioration d'une infrastructure de transport, quel que soit le mode de déplacement concerné (route, rail, vélo, marche, etc.). C'est une application au domaine des transports du principe économique de l'élasticité de la demande, puisqu'il implique qu'une amélioration de l'offre (de transport) entraîne une réaction de la demande (de trafic), selon un taux de variation donné (élasticité).
La prise en compte du trafic induit est un enjeu important dans les études de trafic (modélisation) et dans l'urbanisme en général, notamment pour anticiper l'impact d'une infrastructure de transport nouvelle ou augmentée.

## Causes du trafic induit

### L'élasticité de la demande
L'élasticité de la demande désigne la sensibilité de la demande aux variations de conditions de l'offre[réf. non conforme]. Si l'infrastructure de transport est ici entendue comme un service, l'élasticité de la demande désigne donc la propension du nombre d'usagers à augmenter ou diminuer en fonction de l'amélioration ou de la diminution du niveau de service de transport ou de son coût. L'élasticité au prix est la plus courante (la demande réagit aux évolutions de prix de manière significative), mais d'autres variables peuvent affecter la demande comme le temps (de transport), le confort, la sécurité, ou encore la capacité (effet de la saturation sur la demande). De manière générale, l'élasticité de la demande pour un service de transport dépend à la fois par des attributs monétaires et non-monétaires :
- Attributs monétaires : le coût du service ;
- Attributs non-monétaires : le niveau de service, la pertinence de la localisation, le temps de trajet, d'attente, la sécurité, la saturation, la fiabilité, le confort, etc.

L'amélioration de l'offre de transport peut ainsi générer une demande supplémentaire qui, dans certains cas, s'exprime sous la forme d'une augmentation de trafic dit « induit ».

### Le coût généralisé
La théorie du coût généralisé suppose que le choix de l'usager se porte sur un service de transport ou un autre si le prix de celui-ci est inférieur à l'utilité marginale que l'usager en retire. Cette théorie, qui suppose que l'usager est un être rationnel, permet notamment d'expliquer le choix d'un mode de transport au détriment d'un autre, ou encore d'un itinéraire, lorsque le coût généralisé du premier est inférieur au second.
Le coût généralisé est calculé par la prise en compte, conjointement, des attributs non-monétaires et monétaires liés au transport. Cette prise en compte est permise par l'attribution d'une valeur numéraire aux attributs non-monétaires comme le confort, le temps ou encore la sécurité. Le coût généralisé est alors la somme des coûts inhérents à un mode de transport (monétaires et non-monétaires).
Par exemple, si l'on retient le temps comme l'attribut non-monétaire déterminant d'un déplacement, le coût généralisé de ce déplacement est ainsi calculé :
{\displaystyle C=P+v*T}
Où C est le coût généralisé, P le prix du déplacement, v la valeur du temps et T le temps généralisé (somme des différentes étapes du trajet, par exemple en voiture : accès au véhicule, trajet, attente au péage, dans les bouchons, recherche d'une place de stationnement...).
Le choix d'un déplacement résulterait donc d'un arbitrage individuel entre plusieurs choix de mode de transport, d'heure ou encore d'itinéraire, où la décision de l'usager se fait logiquement en faveur du choix le moins « coûteux ».
Le coût généralisé est un modèle théorique. Dans la réalité, les choix individuels sont aussi guidés par des motifs non-rationnels comme « l'habitude » d'un itinéraire, d'un rythme de vie ou d'un mode de transport.

## Effets du trafic induit
L'induction de trafic résultant d'une amélioration de l'offre de transport se réalise progressivement, à plusieurs échelles temporelles et spatiales.
Selon le CEREMA, la construction de voies rapides entre villes entraîne une augmentation des distances et des vitesses, ce qui conduit à une hausse des consommations d'énergie. Selon le Haut Conseil pour le climat, le trafic induit n'est pas pris en compte dans les prévisions de trafic.

### À court-terme
Dans un premier temps, l'amélioration de l'offre de transport conduit à satisfaire la demande pour de meilleures infrastructures ou de meilleurs services, ce qui conduit à une augmentation du nombre d'usagers ; l'élasticité est alors dite « positive » et induit une augmentation du trafic ou d'usagers. On parle de trafic induit primaire. Certains auteurs[réf. non conforme], parlent également de « demande latente », définie comme « les trajets qui seraient effectués si l'offre de transport s'améliorait (baisse du prix, diminution de la congestion...) ».
Le trafic induit résulte donc d'un changement de comportement des usagers. On parle de « triple convergence » pour désigner :
- La convergence spatiale des usagers, c'est-à-dire un changement d'itinéraire ;
- La convergence modale : les usagers se reportent massivement sur la voiture, par exemple ;
- La convergence temporelle : changement d'horaire de déplacement, en particulier à l'heure de pointe, que les usagers cherchaient à éviter.

D'autres effets à court-terme peuvent se manifester :
- Modification de la destination du déplacement qui avait déjà lieu (c'est particulièrement le cas pour les déplacements non contraints, les loisirs) ;
- Augmentation de la fréquence des déplacements (puisque, si le coût diminue, on peut effectuer davantage de déplacements).

### À long terme
Sur le long terme, l'amélioration de l'offre de transport entraîne des changements structurels dans l'aménagement du territoire et l'organisation personnelle des individus[réf. non conforme],[réf. non conforme] :
- Modification de l'occupation des sols (création de zones résidentielles, de zones d'activité, étalement urbain ou densification à proximité des nœuds de transport : gares, échangeurs, etc.) ;
- Modification des choix de destination, pour des motifs contraints comme le travail ou les études (les individus acceptent des emplois plus éloignés de leur domicile, par exemple).

On parle de trafic induit secondaire. Selon le mode de transport et la localisation de l'infrastructure (zone urbaine, rurale, périphérique...), des phénomènes plus spécifiques peuvent se manifester. L'accentuation de la dépendance à l'automobile[réf. non conforme], par exemple, résulterait d'un effet de « cercle vicieux » : l'amélioration des infrastructures de transport routier individuel au détriment des transports en commun rend ces derniers moins compétitifs, qui se vident, sont réduits, voire supprimés, ce qui oblige les usagers à se reporter vers la voiture, augmentant ainsi la congestion et la demande pour de nouvelles infrastructures, etc[Interprétation personnelle ?].

### Équilibre
Le phénomène de trafic induit dans le transport routier est à l'origine d'une boutade populaire aux États-Unis : « You can’t build your way out of traffic congestion. », (« Il n’est pas possible de s'extraire de la congestion routière en augmentant la capacité. »)[réf. non conforme],[réf. non conforme],. Todd Litman souligne ainsi que, si les ingénieurs comparent souvent le trafic à un liquide, il serait plus approprié d'utiliser la métaphore du « gaz » pour expliquer le phénomène du trafic induit. En effet, la propriété du gaz est de s'étendre jusqu'à remplir le volume de son contenant (« […] it is more appropriate to compare urban traffic to a gas that expands to fill available space »).
Un équilibre théorique se forme lorsque l'offre de transport n'est plus en mesure de satisfaire de nouvelle demande, c'est-à-dire lorsque le coût généralisé du déplacement est supérieur au bénéfice que l'usager en retire. Cette situation peut notamment survenir lorsqu'une infrastructure est dite « saturée » et entraîne une diminution des vitesses commerciales, du confort, voire de la sécurité. Cet équilibre est dit théorique pour plusieurs raisons :
- Les usagers obéissent à des mécanismes comportementaux qui ne sont ni automatiques ni instantanés[2] ;
- Les individus ne sont pas toujours rationnels[3],[6] (théorie de l'homo-œconomicus) ;
- Quand bien même seraient-ils rationnels, ils n'ont pas toujours toutes les informations en leur possession (niveau de congestion, perturbations du service, etc.)[6].

La théorie des jeux est, ainsi, parfois invoquée pour expliquer le comportement des individus : l'équilibre atteint entre l'offre et la demande de transport est un équilibre de Nash ; les individus n'ont aucun intérêt à modifier leurs habitudes de mobilité, celui des autres étant supposé « fixé ». Une infrastructure est, par exemple, réputée « saturée », ce qui en détourne effectivement la demande et le trafic.

## Réduction de demande
Le phénomène inverse (réduction du trafic) a pu être observé en cas de diminution voire de suppression d'une offre de transport,,. Le terme « évaporation du trafic » est parfois utilisé, bien que controversé car sous-entend que le trafic disparaît complètement, ce qui n'est pas exactement le cas[réf. non conforme]. La réduction du trafic suppose que, lorsque l'offre de transport diminue pour un mode et un lieu donné, la demande s'adapte de plusieurs manières :
- Les individus se déplacent moins (diminution du nombre de trajets par jour et par personne, rationalisation des déplacements) ;
- Les individus se déplacent autrement (phénomène de report modal) ;
- Les individus se déplacent ailleurs (déviation d'itinéraire, report de trafic).

Plusieurs exemples de déclassement routier à travers le monde ont attiré l'attention sur ce phénomène[source insuffisante],[réf. non conforme] :
- À San-Francisco, à la suite de la fermeture de la Central Freeway en 1991, le trafic moyen journalier sur les axes périphériques a diminué de 22 % et 20 % des usagers ont déclaré se déplacer moins ;
- À Séoul, la démolition du viaduc autoroutier de la Cheonggyecheon en 2005 s'est traduite par une réduction de trafic de 9 % en traversée du centre-ville et de −2,3 % vers le centre-ville ;
- A Rouen, l'incendie d'un camion citerne sur le Pont Mathilde en octobre 2012, implique sa fermeture jusqu'en août 2014. Cette fermeture a engendré une baisse de 12% des déplacements[19].

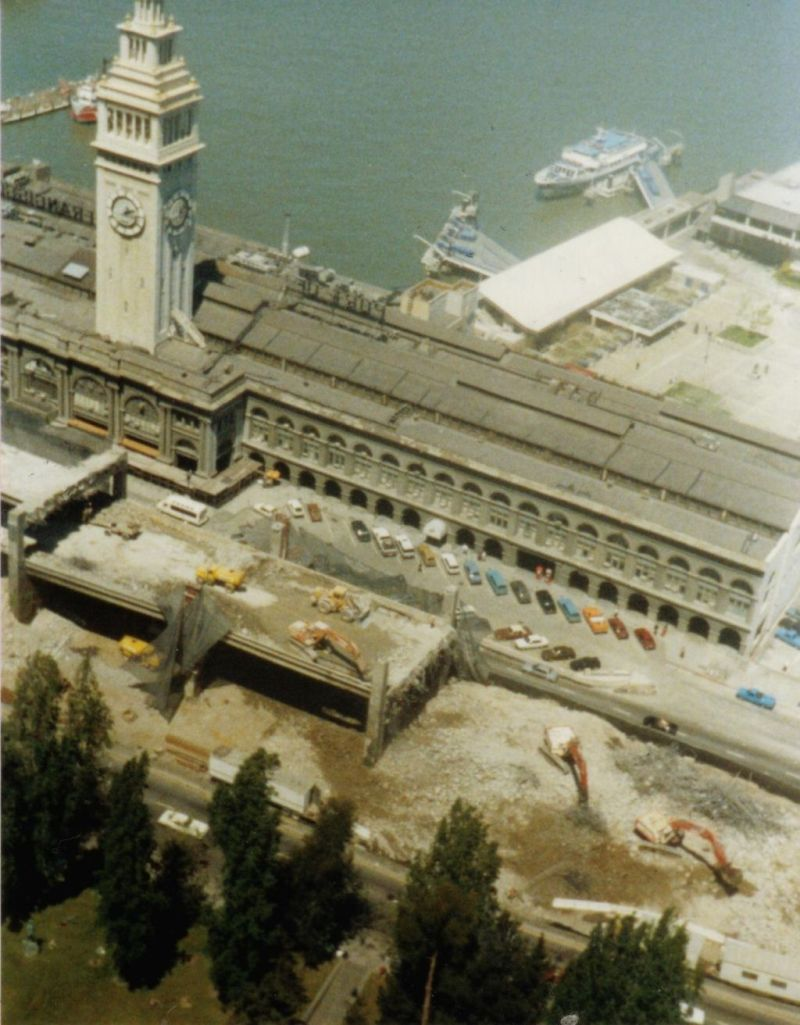
La Central Freeway à San Francisco, pendant sa démolition.
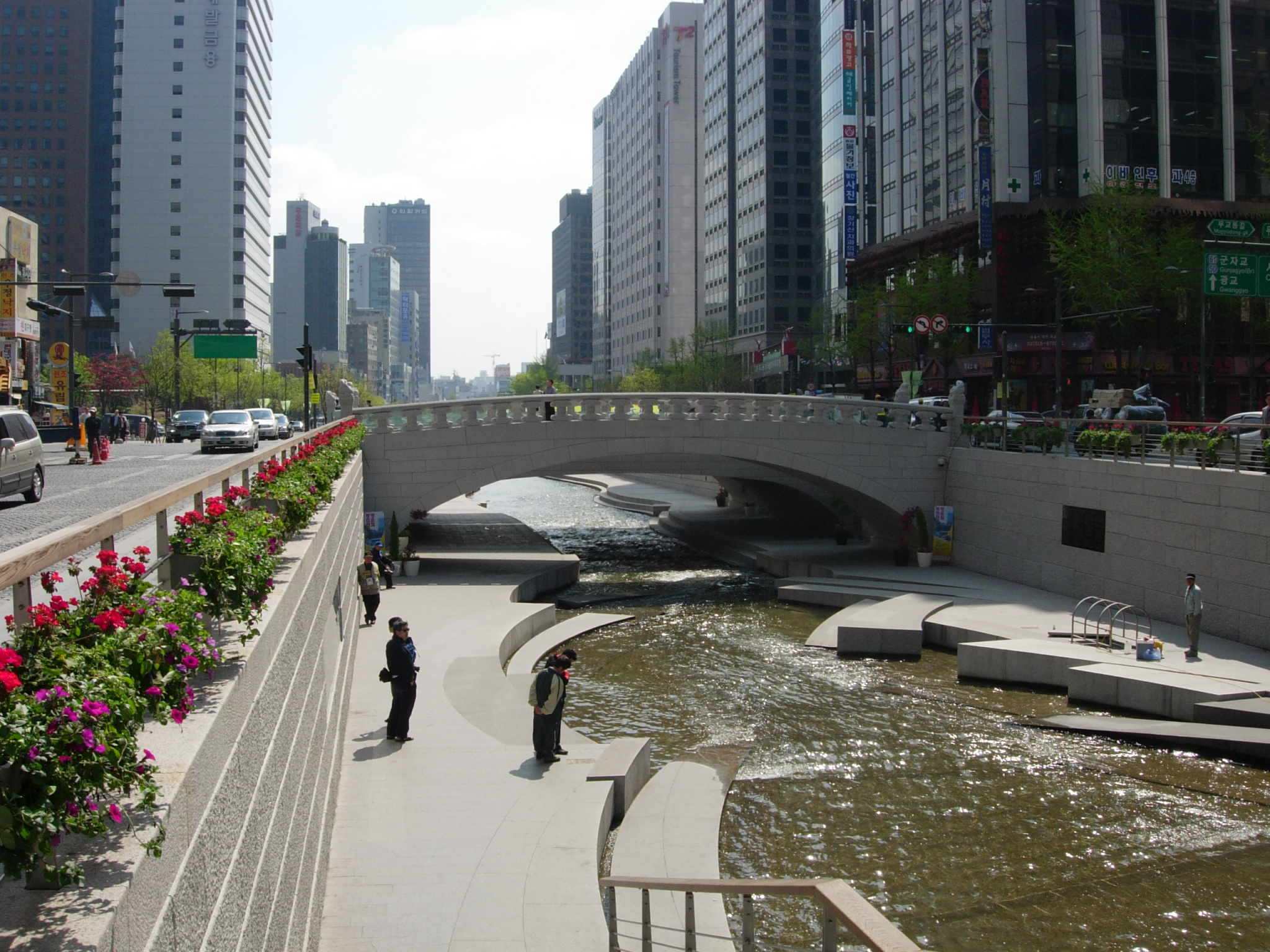
La Cheonggyecheon à Séoul, à la suite de la démolition du viaduc autoroutier en 2005.